# Барроман
Барроман (ісп. Barromán) — муніципалітет в Іспанії, у складі автономної спільноти Кастилія-і-Леон, у провінції Авіла. Населення — 217 осіб (2010).
Муніципалітет розташований на відстані близько 130 км на північний захід від Мадрида, 49 км на північний захід від Авіли.

## Демографія
Динаміка населення (INE ):